# Franse Senaatsverkiezingen 1986
De Franse Senaatsverkiezingen van 1986 vonden op 28 september 1986 plaats. Het was de negende keer dat een derde van de Senaat werd gekozen tijdens de Vijfde Franse Republiek.

## Verkiezingsprocedure
De Franse Senaat wordt indirect gekozen door middel van kiesmannen (grands électeurs), lokale volksvertegenwoordigers, zoals regionale-, departements-, en (soms) stadsbestuurders (w.o. burgemeesters en wethouders).

## Uitslag
| Groepering                             | Afkorting | Zetels | Verschil | Percentage |
| -------------------------------------- | --------- | ------ | -------- | ---------- |
| Union républicains et des indépendants | URI       | 54     |          |            |
| Socialiste                             | SOC       | 70     |          |            |
| Union centriste                        | UC        | 70     |          |            |
| Rassemblement pour la République       | RPR       | 77     |          |            |
| Gauche Démocratique                    | GD        | 35     |          |            |
| Niet-ingeschrevenen                    | NI        | 4      |          |            |
| Communiste                             | COM       | 15     |          |            |
| Totaal:                                |           | 319    |          | 100,0 %    |

## Voorzitter
| Afbeelding | Persoon     | Datum van verkiezingen | Opmerking |
| ---------- | ----------- | ---------------------- | --------- |
|            | Alain Poher | 2 oktober 1986         | herkozen  |